# Thecla saitua
Thecla saitua är en fjärilsart som beskrevs av Robert Christopher Tytler 1915. Thecla saitua ingår i släktet Thecla och familjen juvelvingar. Inga underarter finns listade i Catalogue of Life.